# Ečči

Příliš krátké nebo průhledné oblečení (ať už mokré nebo ne) je typickým prvkem děl, která jsou na Západě považována za ečči.

Ečči (japonsky エッチ, anglicky ecchi) je japonský eufemismus (přídavné jméno, podstatné jméno i sloveso) pro sex a perverznost. Etymologicky je to zkomolená anglická výslovnost písmene H, které je prvním písmenem slova hentai, což znamená perverzní.

## Chápání pojmu mimo Japonsko
Mimo Japonsko (zejména v anglicky mluvících zemích) se pojmem ečči často označuje především druh anime a mangy. Jestliže hentai, jako žánr anime, představuje pornografické anime, ečči označuje anime s erotickými motivy, ale bez viditelné penetrace. Anime Futari ečči, ačkoliv obsahuje několik scén zobrazujících soulož (ovšem bez vykreslení penetrace), je považováno za ečči, nikoliv hentai. Opačným příkladem budiž anime Pia Carrot e Jókoso!! s nízkým počtem erotických scén, viditelná penetrace ovšem zapříčinila zařazení mezi hentai.
Soulož je ale v ečči spíše vzácná, pro klasifikaci jako ečči je dostačující sugestivní záběr na kalhotky či nošení provokativních oděvů. Podle americké klasifikace může být ečči chápáno jako manga s přístupností PG-13. V českém prostředí se použití pojmu liší.

## Příklady ečči anime/mangy
Pozn.: Výraz ečči je zde použit tak, jak je chápán mimo Japonsko.
- AIKa
- Elfen Lied
- Futari ečči
- Gantz
- Girls Bravo
- Golden Boy
- Green Green
- High School DxD
- Ičigo 100%
- Ikkitósen
- Inukami!
- Kanokon
- KissXsis
- Koihime musó
- Kore ga wataši no gošudžin-sama
- Love Hina
- Love Love?
- Mahoromatic
- Mahó sensei Negima!
- Omamori Himari
- Queen's Blade
- Rosario to Vampire
- Sekirei
- Strike Witches
- To Love-Ru